# Culemborg
Culemborg és un municipi de la província de Gelderland, al centre-oest dels Països Baixos. L'1 de gener del 2009 tenia 27.458 habitants repartits sobre una superfície de 31,18 km² (dels quals 1,76 km² corresponen a aigua). Limita al nord amb Vianen (U), Houten (U) i Wijk bij Duurstede (U) i al sud amb Geldermalsen, Buren i Leerdam.

## Administració
El consistori consta de 21 membres, compost per:
- Partit del Treball, (PvdA) 5 regidors
- Partit Socialista, (PvdA) 5 regidors
- Partit Popular per la Llibertat i la Democràcia, (VVD) 5 regidors
- Crida Demòcrata Cristiana, (CDA) 3 regidors
- GroenLinks, 2 regidors
- Demòcrates 66, 1 regidor

## Personatges il·lustres
- Jan van Riebeeck
- Anthonie van Diemen